# Palatale klik
De palatale klik is een groep van kliks die uitsluitend voorkomen in Afrika. Het symbool in het Internationaal Fonetisch Alfabet voor deze klank is ǂ. Het symbool in X-SAMPA is =\.
De palatale klik kent onder andere de volgende versies:
- [k͡ǂ]? of [ǂ͡k]? stemloze velaire palatale klik
- [ɡ͡ǂ]? of [ǂ͡ɡ]? stemhebbende velar palatale klik
- [ŋ͡ǂ]? of [ǂ͡ŋ]? nasale velaire palatale klik
- [q͡ǂ]? of [ǂ͡q]? stemloze uvulaire palatale klik
- [ɢ͡ǂ]? of [ǂ͡ɢ]? stemhebbende uvulaire palatale klik
- [ɴ͡ǂ]? of [ǂ͡ɴ]? nasale uvulaire palatale klik
- [ǂ͡ʔ]? glottaliseerde palatale klik

## Kenmerken
- De manier van articulatie is een scherpe, plosiefachtige vrijlating.
- De klanken worden geproduceerd met twee articulaties. Het voorste articulatiepunt is palato-alveolaar (postalveolaar en laminaal). Het achterste punt is velaar of uvulaar.
- Een palatale klik kan zowel oraal als nasaal zijn.
- Het is een centrale medeklinker.
- Het luchtstroommechanisme is velarisch-ingressief.

Deze pagina bevat fonetische informatie in het IPA, die in sommige browsers mogelijk niet correct wordt weergegeven.
Waar symbolen in paren voorkomen, vertegenwoordigt het rechter teken een stemhebbende medeklinker. Gearceerde gebieden bevatten medeklinkers die worden beschouwd als onuitspreekbaar.
Zie ook: IPA, Klinkers